# Jeřáb (Liberec)
Jeřáb (něm. Kranich) je III. část města Liberce, tvořící západní část centra města, do jehož středu částečně zasahuje.

## Popis
Je zde evidováno 731 adres. Trvale zde žije asi 5 tisíc obyvatel. Jeřáb leží v katastrálním území Liberec o výměře 6,22 km2.

## Sousední části
Liberec III-Jeřáb sousedí s částmi I-Staré Město, II-Nové Město, IV-Perštýn, IX-Janův Důl a X-Františkov.

## Významné objekty

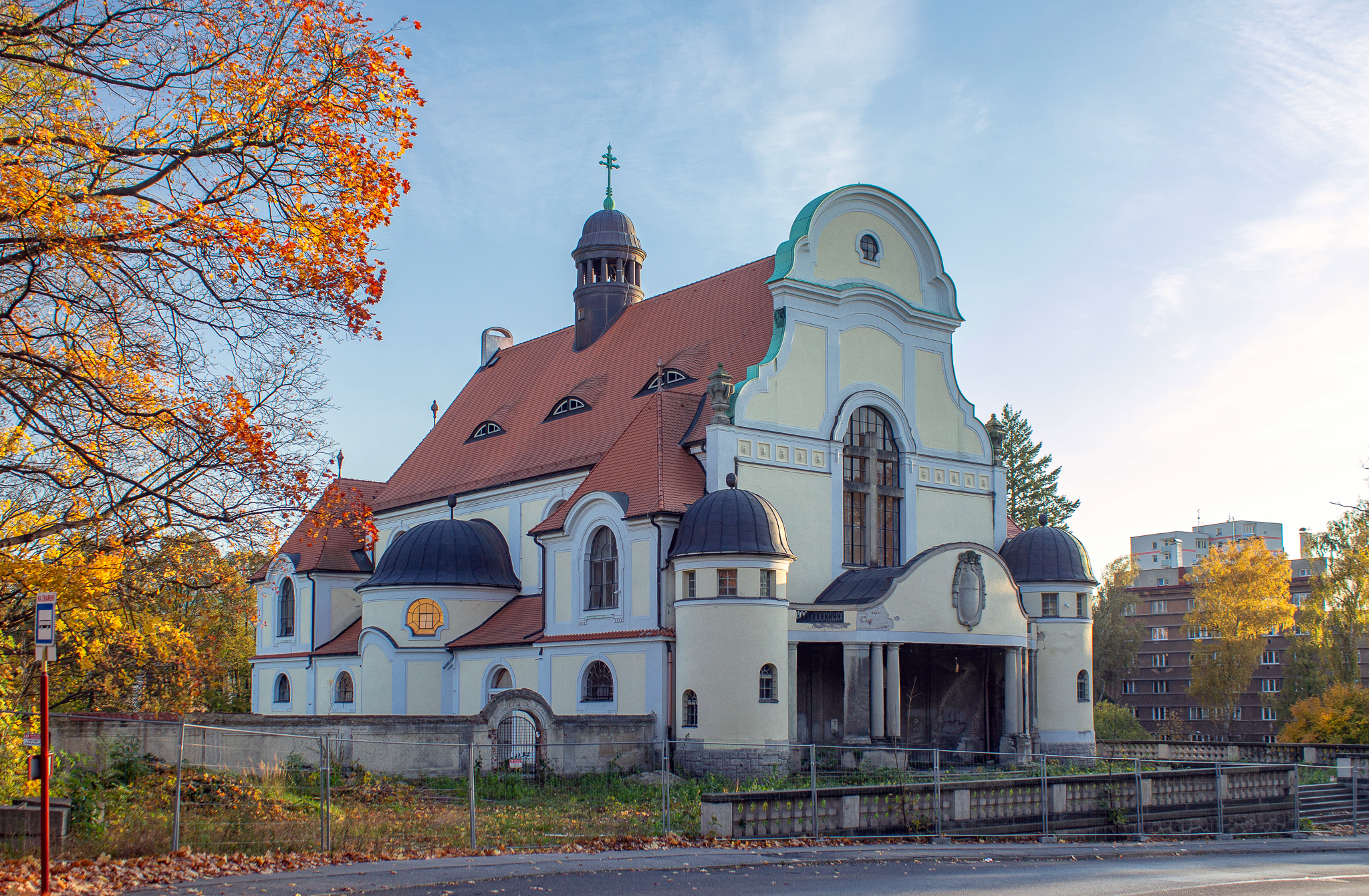
Kostel sv. Máří Magdalény

Na území Jeřábu se nachází některé významné objekty:
- hlavní železniční i autobusové nádraží
- tramvajová vozovna městského dopravního podniku
- Liberecký tunel na silnici I/35
- novobarokní kostel svaté Máří Magdalény s přilehlým klášterem kapucínů
- zábavní centrum a hotel Babylon
- Science center iQPARK/IQLANDIA
- Budova bývalého Skloexportu
- Soukenné náměstí
  - Dům obuvi Baťa
  - Palác Nisa
  - průčelí paláce Dunaj na Soukenném náměstí, hmota paláce leží v městské části Perštýn
- Náměstí Edvarda Beneše
  - průčelí městské radnice, hmota objektu leží v městské části Staré Město
  - pamětní deska obětem okupace z roku 1968
  - památník 17. listopadu
  - Neptunova kašna
  - Meteorologický sloup
- Pražská (Liberec)
  - Obchodní dům Brouk a Babka
- Naivní divadlo v Liberci
- secesní slévárna Linser firmy RAF
- Finanční úřad pro Liberecký kraj